# Velika Gorica
Velika Gorica (kroatiskt uttal: [ʋêlikaː ɡǒritsa]) är en stad i Zagrebs län i Kroatien. Den ligger cirka 13 kilometer sydost om centrala Zagreb, nära Franjo Tuđmans flygplats. Staden hade 61 075 invånare vid folkräkningen år 2021, på en yta av 328,65 km². Centralorten hade 30 036 invånare (2021).

## Historia
Velika Gorica grundades år 1278. Hela Turopoljeregionen har varit befolkad sedan antiken. Den gamla romerska staden Andautonia låg 8 kilometer nordost om Velika Goricas nuvarande läge.

## Kommunikationer
Vid Velika Gorica finns anslutningsväg till motorvägen A11 som i nordlig riktning leder mot huvudstaden Zagreb. Motorvägen i södergående riktning är under uppbyggnad och kommer, när den står färdig, att förbinda staden med Sisak.

## Sport
- HNK Gorica